# لا مصير
عديم القدر (بالمجرية: Sorstalanság، حرفيًا «عدم المصير» أو «عديم القدر»؛ بالإنجليزية: Fatelessness) هي رواية كتبها الكاتب المجري إيمري كيرتيش الحائز على جائزة نوبل في الأدب عام 2002. بدأ كيرتيش كتابة الرواية بين عامي 1960 و1973، ونُشرت للمرة الأولى في عام 1975.
تتناول الرواية تجربة فتى مجري يُدعى جادي كاتش، الذي تم اعتقاله ونفيه إلى معسكرات الاعتقال النازية خلال الحرب العالمية الثانية. تقدم الرواية سردًا شبه سير ذاتية لحياة البطل في ظل ظروف المعسكرات القاسية، مع التركيز على فقدان السيطرة على المصير، وهو موضوع مركزي في العمل. تعكس الرواية فلسفة «عديم القدر» التي تشير إلى انعدام القدرة على تغيير مجرى الحياة وسط الظروف الاستثنائية والوحشية.
تُعتبر الرواية واحدة من أهم الأعمال الأدبية التي تناولت مأساة المحرقة من منظور إنساني وشخصي، حيث تستكشف موضوعات مثل الهوية، البقاء، والذاكرة. حظيت الرواية بترجمات متعددة إلى لغات عدة، كما أُنتج عنها فيلم سينمائي يحمل نفس الاسم.
فاز إيمري كيرتيش بجائزة نوبل في الأدب عام 2002، تقديراً لـ«كتاباته التي تدعم التجربة الهشة للفرد في مواجهة التعسف البربري للتاريخ».
تمت ترجمة رواية عديم القدر لأول مرة إلى اللغة الإنجليزية عام 1992 بواسطة كريستوفر سي. ويلسون وكاثرينا إم. ويلسون، تحت عنوان Fateless (ردمك 0-8101-1049-0 و0-8101-1024-5). وفي عام 2004 صدرت ترجمة ثانية للأستاذ تيم ويلكينسون بعنوان Fatelessness (ردمك 1-4000-7863-6). وفي النسخة البريطانية من هذه الترجمة، احتفظت الترجمة بالعنوان Fatelessness (ردمك 978-1-784-87215-1).

## ملخص القصة
تدور أحداث رواية عديم القدر حول الصبي المجري جيورجي "جيوري" كوفيس الذي يعيش في بودابست. يبدأ السرد عندما يُرسل والد جيورجي إلى معسكر عمل، وبعد فترة قصيرة يحصل جيورجي على أوراق عمل ويسافر للعمل خارج الحي اليهودي. في أحد الأيام، يُجبر جميع اليهود على النزول من الحافلات التي تغادر الحي اليهودي، ويتم ترحيلهم إلى معسكر أوشفيتز في قطار مكتظ بدون ماء. عند وصوله إلى المعسكر، يكذب جيورجي على مسؤولي المعسكر بشأن عمره، مما ينقذ حياته دون أن يدرك ذلك. تروي الرواية تفاصيل الحياة داخل المعسكر وظروفه القاسية التي يواجهها جيورجي، مع التركيز على تجربة فقدان السيطرة على المصير وسط الرعب واللاإنسانية.
في نهاية الرواية، يُرسل جيورجي إلى معسكر بوخنفالد، حيث يواصل سرد تجربته داخل معسكرات الاعتقال. بعد ذلك، يُنقل إلى معسكر آخر في زيتز، حيث يصاب بمرض خطير يكاد يودي بحياته، لكنه ينجو ويتم نقله إلى منشأة مستشفى داخل المعسكر إلى أن تنتهي الحرب. بعد التحرير، يعود جيورجي إلى بودابست، حيث يواجه المجتمع المحلي الذي لم يُرسل إلى المعسكرات، ويبدأ هؤلاء الأشخاص فقط في تلقي الأخبار عن الظلم والمعاناة الرهيبة التي تعرض لها الناجون، مما يخلق فجوة في الفهم والوعي بين من عاشوا المحرقة ومن لم يعانوا منها مباشرة.

## شخصيات الرواية
- غيورغي كوفاتش: بطل الرواية، فتى يهودي في الخامسة عشرة من عمره، يعيش في بودابست. يُعتقل ويُرسل إلى معسكرات الاعتقال، ويُقدّم السرد من وجهة نظره الشخصية، بأسلوب واقعي وبارد. يُجسّد فقدان السيطرة على المصير، ويطرح تساؤلات فلسفية حول الحرية والهوية والقدرة على التكيف1 .
- والد غيورغي: يُرسل إلى معسكر عمل في بداية الرواية، مما يُمهّد لعزل غيورغي عن أسرته ويُدخله في دوامة الأحداث.
- زملاء المعتقل: لا تُركّز الرواية على شخصيات ثانوية محددة، بل تُقدّم مجموعة من المعتقلين الذين يتشاركون المعاناة، ويُجسّدون حالات إنسانية مختلفة، مثل الانكسار، التكيّف، أو التمرد الصامت.
- الضباط النازيون: يظهرون كرموز للسلطة القمعية، دون تعمّق في شخصياتهم، مما يُعزّز فكرة أن النظام هو من يُمارس العنف، لا الأفراد بالضرورة.

## اقتباسات من الرواية
"لو كان هناك مصير، فالحرية غير ممكنة؛ لكن لو كانت هناك حرية، فلا يوجد مصير. أي أننا نحن أنفسنا المصير ذاته."
"سمعت عن الحرية كثيرًا... لا، بل أستطيع أن أقول إنني لم أسمع في أي مكان آخر قدر ما سمعت بين المعتقلين."
"نعم، يجب أن أحدثهم عنها، عن السعادة في معسكرات الاعتقال إذا ما سألوا في المرة القادمة."
"سمعت عن الحرية كثيرًا... لا، بل أستطيع أن أقول إنني لم أسمع في أي مكان آخر قدر ما سمعت بين المعتقلين."
"نعم، يجب أن أحدثهم عنها، عن السعادة في معسكرات الاعتقال إذا ما سألوا في المرة القادمة."
"في المعتقل، لا أحد يسأل لماذا، لأن السؤال نفسه يصبح بلا معنى."
"العادة هي ما يجعل الألم مقبولًا، لا العقل."

"لم يكن هناك شيء غير طبيعي في ما حدث، فقط نحن من كنا غير مستعدين لفهمه."

## أسلوب الرواية
تتميّز رواية لا مصير للكاتب المجري إمره كيرتس بأسلوب سردي واقعي وبارد، يُجنّب المبالغة العاطفية ويعتمد على الوصف الدقيق والتفاصيل اليومية، مما يُضفي على النص طابعًا تأمليًا وفلسفيًا. يُقدّم السرد من وجهة نظر الفتى غيورغي كوفاتش، الذي يروي تجربته في معسكرات الاعتقال دون انفعال أو أحكام مسبقة، بل بنبرة محايدة تُبرز التناقض بين البراءة والوحشية. يستخدم كيرتس جملًا قصيرة ولغة مباشرة، ويُركّز على التحوّل الداخلي للشخصية أكثر من الحبكة التقليدية، مما يجعل الرواية أقرب إلى شهادة وجودية تُناقش مفاهيم مثل الحرية، المصير، والهوية في سياق القهر التاريخي. ويُعد هذا الأسلوب امتدادًا لرؤية كيرتس الفلسفية التي تُعيد تعريف المعاناة والوعي الفردي في مواجهة العبث.

## فيلم
تم تحويل رواية عديم القدر إلى فيلم سينمائي صدر عام 2005، حيث كتب السيناريو المؤلف نفسه إيمري كيرتيش. أُنتج الفيلم في المجر وأخرجه لاجوس كولتاي، ولعب دور البطولة فيه مارسيل ناجي. كما شارك في الفيلم الممثل البريطاني دانيال كريغ في دور صغير بشخصية رقيب في الجيش الأمريكي. حظي الفيلم باستقبال نقدي إيجابي، واعتبر ترجمة سينمائية مهمة تسلط الضوء على تجربة المحرقة من منظور شخصي وإنساني.